# Ґоке Юта
Юта Ґоке (яп. 郷家友太, нар. 10 червня 1999, Таґадзьо) — японський футболіст, півзахисник клубу «Віссел» (Кобе).

## Клубна кар'єра
Народився 10 червня 1999 року в місті Таґадзьо. Вихованець футбольної школи клубу «Віссел» (Кобе). Дорослу футбольну кар'єру розпочав 2018 року в основній команді того ж клубу, кольори якої захищає й донині.

## Виступи за збірні
У 2018 році у складі юнацької збірної Японії до 19 років Ґоке взяв участь в юнацькому (U-19) кубку Азії в Індонезії. На турнірі він допоміг своїй команді здобути бронзові медалі турніру. Цей результат дозволив молодіжній команді до 20 років кваліфікуватись на молодіжний чемпіонат світу 2019 року у Польщі, куди поїхав і Юта.

## Титули і досягнення
- Володар Кубка Імператора (1):

Віссел Кобе: 2019